# Luis de Este
Luis de Este (Ferrara, 1538 – Roma, 30 de diciembre de 1586). Noble y religioso italiano. Era el último hijo del duque de Ferrara, Módena y Reggio, Hércules II y de su esposa la princesa Renata de Francia, hija de Luis XII y de la duquesa Ana de Bretaña. Sus abuelos paternos fueron Alfonso I de Este y Lucrecia Borgia, hija del papa Alejandro VI. Su hermano mayor Alfonso heredó el Ducado de Ferrara.
Fue un prelado italiano del siglo XVI. En 1561, el Papa Pío IV lo nombró cardenal.